# Zeev Schiff
Zeev Schiff (1932 - 19 de Junho, 2007) (hebraico: זאב שיף) era um jornalista israelense. Schiff era o analista de defesa do jornal Haaretz. Schiff mudou-se para a Palestina Obrigatória com sua família em 1935. Estudou assuntos do Oriente Médio e história militar na Universidade de Tel Aviv.